# Я̄ (слово ћирилице)
Я̄ я̄ (искошено: Я̄ я̄) је слово ћириличног писма.
Слово "я̄" се користи у алеутском (беринговом дијалекту),  евенском, ингушком, мансијском, нанајском, негидалском, улчком, килдин сами, селкупском, централносибирском јупичком и чеченском језику.